# ワルテル・エルビティ
ワルテル・ダニエル・エルビティ・ロルダン（Walter Daniel Erviti Roldán, 1980年6月12日 - ）は、アルゼンチン・マル・デル・プラタ出身の元同国代表サッカー選手。現役時代のポジションはミッドフィールダー。

## 経歴
過去に所属した各4クラブでリーグ戦100試合以上に出場している。2017年1月、翌シーズン末までの契約でCAインデペンディエンテに加入した。

## タイトル
サン・ロレンソ
- プリメーラ・ディビシオン : 2000-01C
- コパ・メルコスール : 2001

モンテレイ
- リーガMX : 2003C

バンフィエルド
- プリメーラ・ディビシオン : 2009-10A
- プリメーラB・ナシオナル : 2013-14

ボカ・ジュニアーズ
- プリメーラ・ディビシオン : 2011-12A
- コパ・アルヘンティーナ : 2012